# Allan Evans (Fußballspieler)
Allan James Evans (* 12. Oktober 1956 in Polbeth) ist ein ehemaliger schottischer Fußballspieler. Der vierfache Nationalspieler und WM-Teilnehmer von 1982 war als Innenverteidiger zwölf Jahre bei Aston Villa beschäftigt. Er gewann an der Seite von Ken McNaught 1981 die englische Meisterschaft sowie ein Jahr später den Europapokal der Landesmeister und den Super Cup.

## Sportlicher Werdegang

### Vereinskarriere
Erste Station für den nur unweit von Edinburgh geborenen Evans war im Profifußball Dunfermline Athletic, ebenfalls nur wenige Kilometer nördlich des Firth of Forth gelegen. Das Debüt verlief denkbar schlecht und endete gegen die Glasgow Rangers mit einem Beinbruch. Die sportlichen Erfolge blieben auch fortan weitgehend aus und nach ersten Einsätzen in der höchsten schottischen Spielklasse musste er nach Einführung der neuen Scottish Premier Division 1975 und der damit verbundenen Ligaverkleinerung von 18 auf 10 teilnehmende Vereine in der zweiten Liga antreten. Nach einem weiteren Abstieg in der Saison 1975/76 setzte die sportliche Führung den gelernten Abwehrspieler als Stürmer in der dritten Liga ein und mit 13 Toren gestaltete sich dieses Experiment auch erfolgreich, wenngleich der direkte Wiederaufstieg mit dem dritten Abschlusstabellenplatz nicht gelang. Nach insgesamt 98 Ligaspielen und 15 -toren zog es ihn dann im Mai 1977 zum englischen Erstligisten Aston Villa.
In Birmingham sah man den Neuzugang aus der dritten schottischen Liga zunächst als Angriffsverstärkung für die Reservemannschaft an. Ab März 1978 kam er in drei Ligaspielen der A-Mannschaft sporadisch in offensiven Rollen zum Einsatz und gegen Newcastle United (1:1) schoss er dabei sein erstes Pflichtspieltor. Unmittelbar nach dem Newcastle-Spiel probierte ihn Trainer Ron Saunders dann auf der Innenverteidigerposition anstelle des Walisers Leighton Phillips aus und hielt an ihm nicht nur in den verbleibenden Saisonspielen fest, sondern fand in ihm auch einen neuen Stammspieler für die folgende Saison 1978/79. Speziell seine Kopfball- und Zweikampfstärke sowie seine Führungsqualitäten ließen ihn zu einem Schlüsselspieler in der Abwehr von Aston Villa reifen. Binnen der folgenden zwei Jahre entwickelte sich das Team von einem Mittelfeldplatz zu einem Meisterschaftsanwärter und als die „Villans“ 1981 den englischen Ligatitel errangen, bildete Evans mit Ken McNaught eine Abwehrzentrale, die nur 40 Gegentore in 42 Ligaspielen zuließ. Im Gegensatz zu McNaught zeigte er sich mit sieben Treffern zusätzlich überdurchschnittlich torgefährlich und in der anschließenden Saison 1981/82 war Evans mit Aston Villa auch im Europapokal der Landesmeister formstark. Am Ende gewann die Mannschaft nach einem Finalsieg gegen den FC Bayern München den Wettbewerb und die Achse Evans-McNaught hatte sich beim 1:0 erneut schadlos gehalten. Dazu kam wenige Monate später der Erfolg im Super Cup nach einem Sieg über den FC Barcelona.
Im weiteren Verlauf der 1980er-Jahre blieben die Trophäen für Evans und Aston Villa aus und die stetige Abwärtsentwicklung fand mit dem Abstieg 1987 in die zweite Liga ihren Tiefpunkt. Dabei war Evans, der schließlich auch zum Mannschaftskapitän befördert wurde, lange eine der wenigen Konstanten und nach dem Weggang von McNaught waren Brendan Ormsby, Paul Elliott und Steve Sims seine nächsten Partner im Abwehrzentrum. Nachdem er in der Rückrunde der Saison 1986/87 den Stammplatz zwischenzeitlich verloren hatte, kehrte er dann in der entscheidenden Phase der Zweitligaspielzeit 1987/88 in die Mannschaft zurück und war maßgeblich für die direkte Rückkehr in die Eliteliga mitverantwortlich. Nach einem weiteren Jahr, 27 Ligaeinsätzen, einem knappen Klassenerhalt und insgesamt 475 Pflichtspielen verließ er den Klub im August 1989 ablösefrei in Richtung des Zweitligisten Leicester City. Dort begann er seine Laufbahn auslaufen zu lassen und als vertragloser Spieler bestritt er am 27. April 1991 für den FC Darlington per Einwechslung gegen Northampton Town (3:0) sein letztes Profiligaspieler als Aktiver.
Es zog ihn später nach Australien und erste Trainererfahrungen sammelte er bei Leicester City und Aston Villa jeweils unter seinem ehemaligen Mitspieler Brian Little.

### Schottische Nationalmannschaft
Auf dem sportlichen Höhepunkt angekommen, bestritt Evans zwischen März und Juni 1982 seine einzigen vier Länderspiele für die schottische Nationalmannschaft. Er debütierte dabei am 23. März 1982 im Freundschaftsspiel gegen die Niederlande (2:1) und kurze Zeit später berief ihn Trainer Jock Stein in den Kader für die anstehende WM-Endrunde in Spanien. Seinen einzigen Einsatz absolvierte er dort im ersten Gruppenspiel gegen Neuseeland (5:2), kam dann aber in den verbleibenden Partien gegen Brasilien (1:4) und Sowjetunion (2:2) an den im Abwehrzentrum „gesetzten“ Alan Hansen und Willie Miller nicht vorbei.

## Titel/Auszeichnungen
- Europapokal der Landesmeister (1): 1982
- Europäischer Supercup (1): 1982
- Englische Meisterschaft (1): 1981
- Charity Shield (1): 1981